# Velbastaður
Velbastaður [ˈvɛlbaˌstɛavʊɹ] és un poble de l'illa de Streymoy. a les illes Fèroe. Forma part del municipi de Tórshavn, capital de l'arxipèlag. L'1 de gener de 2020 tenia 247 habitants.
Velbastaður està situat a la costa oest de Streymoy, al sud de l'illa, a uns cinc quilòmetres de Kirkjubøur. Des del poble es veuen, a través de l'estret de Hestsfjørður, les illes d'Hestur i Koltur (enfront), les de Vágar i Mykines (a l'oest) i la de Sandoy (al sud).
Hi ha dues escoles i una llar d'infants al poble, amb nens procedents tant del veí poble de Kirkjubøur com de la capital Tórshavn.

## Etimologia

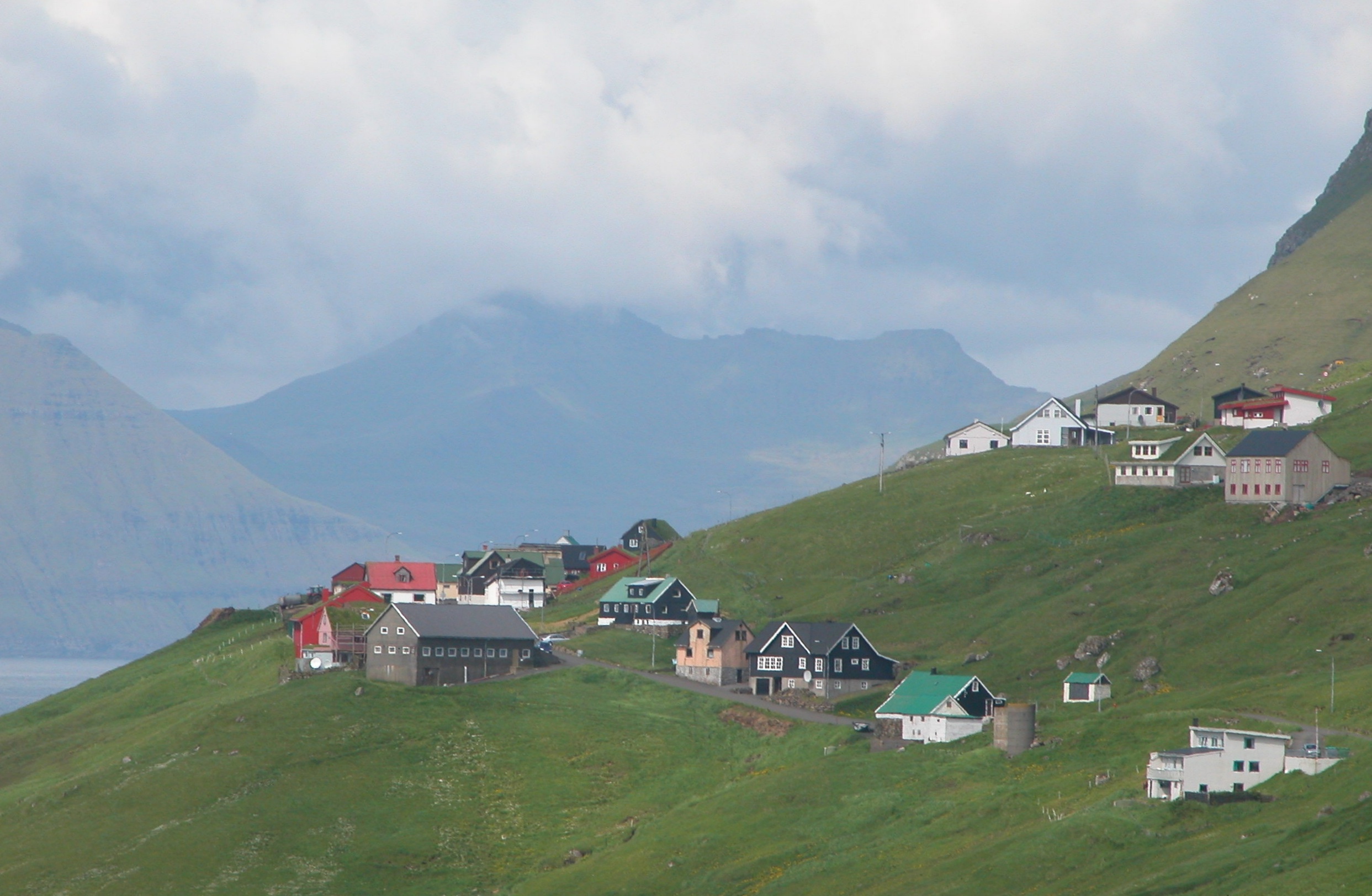
Vista general de Velbastaður.

El topònim Velbastaður és únic a l'arxipèlag, ja que no n'hi ha cap altre que acabi en staður, que significa lloc o ubicació. El nom probablement prové que del nòrdic antic vebólstaðr, que significa "granja amb un vé". Un vé era un tipus de recinte sagrat o santuari. Es poden trobar topònims amb prefixos semblants a vé en alguns llocs de Noriega, com ara Vebbestad a Kvæstad. La ubicació de Kirkjubøur, a només 5 km al sud-est seguint la costa, consolidaria la idea que hi havia un santuari pagà al lloc on s'assenta avui Velbastaður. Les primeres esglésies cristianes sovint se situaven el més a prop possible dels llocs sagrats pagans com una manera de competir amb les velles creences.

## Història
La primera referència escrita de Velbastaður és en un document del 1584; hi surt en la seva traducció danesa Valbøsted. Tanmateix les intervencions arqueològiques hi han desenterrat objectes que es remunten a l'època vikinga. La majoria de restes de l'era dels vikings que hi ha a la zona avui en dia es troben sota el mar.
Es creu que a Velbastaður, si fem cas a les teories sobre la seva etimologia, hi havia hagut un temple pagà. La seva ubicació té una posició geogràfica central a l'arxipèlag i és molt a prop de l'antic thing de Tórshavn, just a l'altre canto de la muntanya. Tórshavn tenia un port natural i protegit que hauria estat un bon lloc per a desembarcar pels viatgers que volguessin visitar el santuari i completar el trajecte per terra fins a Velbastaður, si les condicions a la costa sud-oest haguessis estat desfavorables.
El poble va quedar desert durant un temps després de la Pesta Negra el 1349. Avui en dia la població del poble ha gaudit d'un sensible però progressiu augment de població i ha passat dels 134 habitants el 1990 als 249 del 2019. Velbastaður gaudeix de la proximitat de la capital, en un ambient que preserva l'aire rural.